# Santa Ana, Sonora
Santa Ana är en kommunhuvudort i Mexiko.   Den ligger i kommunen Santa Ana och delstaten Sonora, i den nordvästra delen av landet, 1 700 km nordväst om huvudstaden Mexico City. Santa Ana ligger 694 meter över havet och antalet invånare är 10 277.
Terrängen runt Santa Ana är platt. Runt Santa Ana är det glesbefolkat, med 11 invånare per kvadratkilometer. Närmaste större samhälle är Magdalena de Kino, 17,8 km nordost om Santa Ana. Omgivningarna runt Santa Ana är i huvudsak ett öppet busklandskap.